# Iwan Inzow
Iwan Nikiticz Inzow (ros. Иван Никитич Инзов; ur. 1768, zm. 1845) – generał, rosyjski dowódca wojskowy podczas wojny 1812.
Był również tymczasowym generał-gubernatorem Nowej Rosji przez niecały rok, od lipca 1822 do 23 maja 1823. Między urzędowaniem generał-gubernatorów Alexandre’a Langerona i Michaiła Woroncowa. Kawaler Orderu Świętego Jerzego III i IV klasy.